# Heinrich Hellstern
Heinrich Hellstern (* 12. Dezember 1902; † 23. Dezember 1984 in Zürich) war ein Schweizer evangelisch-reformierter Pastor und Entwicklungshelfer.

## Leben und Wirken
Hellstern studierte Evangelische Theologie und wurde zum Pfarrer der evangelisch-reformierten Kirche ordiniert.
Die Abgeordnetenversammlung des Schweizerischen Evangelischen Kirchenbundes organisierte zwischen 1944/46 eine Hilfsaktion der evangelisch-reformierten Kirchen zugunsten der protestantischen Schwesterkirchen in den europäischen Kriegsländern. Pfarrer Heinrich Hellstern wurde als vollamtlicher Sekretär beauftragt, die «Evangelische kirchliche Hilfs- und Wiederaufbauarbeit» zu organisieren.
Hellstern gilt als Erfinder von „Brot für alle“, obwohl er anfänglich nichts von der Entwicklungshilfe der reichen Länder des Nordens hielt,

„… weil wir die entsetzliche Not nicht mit einer freiwilligen Sammlung und einem privaten Hilfswerk ändern können. Die Völker müssen die Güter der Erde gerechter teilen,“

war seine Meinung. Zusammen mit Hermann Witschi von der Basler Mission entwickelte er bei einer Reise an den Kongofluss die Idee einer nationalen Kampagne mit dem Aufruf: „Brot für Brüder“.
1959 initiierte er als Direktor des Hilfswerks der Evangelischen Kirchen der Schweiz (HEKS) die Bildung des «Nettur Technischen Trainings-Instituts», das 1963 unter dem neuen Namen «Nettur Technische Trainings-Stiftung» fortgeführt wurde.
Bei einer Tagung der Evangelischen Akademie der Zürcher Kirche in Boldern besprach er zusammen mit Hans Jakob Rinderknecht, dem verantwortlichen Leiter in Boldern sowie August Baenziger und anderen an seiner Seite die Schaffung eines Hauses der Begegnung in Japan, um die Partnerschaft zwischen Japanern und Schweizern zu fördern: die «Schweizerische Ostasien-Mission» in Kyōto oder: «Kyoto International Student House».
Bei der V. Allchristlichen Friedensversammlung im Juni 1978 wurde Hellstern zu einem der Ehrenpräsidenten der Christlichen Friedenskonferenz gewählt.
Mit seiner ersten Ehefrau hatte Heinrich Hellstern drei Kinder. Nach deren Tod heiratete er Lydia Hellstern-Ramser, die massgeblich zu seinem Wirken beitrug.

## Werke (Auswahl)
- Mississippi. Basileia, Basel 1969.
- Weltweite Nachbarschaft. Hilfswerk der Evangelischen Kirchen der Schweiz, Zürich  1965.
- Evangelische Existenz in einer unsicheren Welt. Hilfswerk der Evangelischen Kirchen der Schweiz, Zürich 1959.
- Christus und die Jugend. Majer, Basel 1939.